# هوارد كلاين
هوارد كلاين (بالإنجليزية: Howard Klein)‏ هو صحفي وعازف بيانو أمريكي، ولد في 1931.